# Guaimaca
Guaimaca è un comune dell'Honduras facente parte del dipartimento di Francisco Morazán.
La città venne fondata con il nome "Santa Rosa de Guaimaca" nel 1682 ed il comune venne istituito nel 1873.